# Girardot (Cojedes)
Pour les articles homonymes, voir Girardot.
Girardot est l'une des neuf municipalités de l'État de Cojedes au Venezuela. Son chef-lieu est El Baúl. En 2011, la population s'élève à 11 906 habitants.

## Géographie

### Subdivisions
La municipalité est divisée en deux paroisses civiles avec chacune à sa tête une capitale (entre parenthèses) :
- El Baúl (El Baúl) ;
- Sucre (Sucre).